# Conflicto diplomático entre Bolivia y Europa Occidental de 2013
El conflicto diplomático entre Bolivia y Europa de 2013 comenzó el día 2 de julio de ese año, a partir de la retención del presidente de Bolivia, Evo Morales durante catorce horas en el Aeropuerto de Viena-Schwechat, en Austria. Esto ocurrió luego de que Francia, Portugal, Italia y España negaran el vuelo del avión presidencial boliviano por sus espacios aéreos y de que España, presuntamente, intentara inspeccionar el aparato por la sospecha de que estuviera a bordo Edward Snowden, quien se encontraba con pedido de captura por parte de las autoridades estadounidenses, por sus revelaciones sobre el programa secreto de vigilancia global PRISM, conducido por ese país, en colaboración con otros países anglosajones y empresas tecnológicas.
El hecho generó una fuerte condena por parte de la mayoría de los países sudamericanos, incluyendo a Argentina, Belice, Brasil, Nicaragua, Uruguay y Venezuela.

## Desarrollo
El presidente boliviano se encontraba a fines del mes de junio en Managua, en el marco de una gira a bordo de su avión presidencial el Falcon 900 EX, arribando a Moscú el 1 de julio, con el objetivo de discutir acuerdos energéticos con su par ruso, Vladímir Putin.
El 2 de julio, la delegación boliviana, con Morales a bordo, partió del aeropuerto de Moscú, de regreso a La Paz, debiendo realizar una escala técnica en Portugal. Durante el vuelo, reciben la notificación de que Portugal negaba tanto el aterrizaje como el sobrevuelo. Se elaboró entonces un plan de vuelo alternativo, con la intención de realizar la escala en las Islas Canarias. Es entonces cuando Francia se suma a la denegatoria impuesta inicialmente por Portugal. Cuatro países europeos en total son los que impiden a la aeronave el acceso al espacio aéreo, a Francia y Portugal se sumarían Italia y España.

## Reacciones
Unasur emitió un comunicado donde expresa su solidaridad con el gobierno boliviano y manifiesta su «indignación y profundo rechazo» por el hecho, demandando además su esclarecimiento. El organismo convocó a una cumbre de emergencia el día 4 de julio.
El Congreso mexicano condenó enérgicamente el trato discriminatorio hacia el primer mandatario boliviano, calificando además a lo sucedido como una «violación a los tratados internacionales sobre aviación civil».
El ministro de Defensa boliviano afirmó:

Bajo ninguna circunstancia se incluyó a ninguna persona extraña, volvieron la misma tripulación y los mismos pasajeros... Eso no ha sucedido en ningún momento y tampoco hubiéramos permitido que eso suceda. [Lo ocurrido esta noche] es una franca violación a los convenios aeronáuticos.
Afirmó el ministro de Defensa boliviano.

El ministro de Relaciones Exteriores boliviano, David Choquehuanca, acusó, en una rueda de prensa convocada de urgencia, a los países que negaron el aterrizaje del avión presidencial de cometer «una injusticia», ya que la aeronave tuvo que aterrizar de emergencia en el aeropuerto de Viena para repostar antes de continuar el viaje de vuelta a La Paz.

No podemos nosotros mentir a la comunidad internacional llevando pasajeros fantasma. Por eso queremos expresar nuestra molestia, queremos expresar nuestro malestar porque se ha puesto en riesgo la vida de un presidente. Hemos visto discriminación, quieren amedrentarnos seguramente. Ellos dicen que es (por) cuestiones técnicas, pero luego de algunas comunicaciones con algunas autoridades, nos informamos de que habría algunas sospechas infundadas de que el señor Snowden estaría en esa nave. No sabemos de dónde viene esta información malintencionada, esta soberana mentira. Estamos averiguando. Portugal tiene que explicarnos, Francia tiene que explicarnos por qué han cancelado.
David Choquehuanca en rueda de prensa convocada de urgencia.

Morales indicó que, durante la madrugada del día 3, el embajador de España en Viena, Alberto Carnero, acudió al aeropuerto y le pidió que le invitara a tomar un café en el avión. El presidente boliviano insistió en que no accedió a esa petición «por una cuestión de dignidad».

No se lo podía permitir. Primero, no soy ningún delincuente. Y segundo, ustedes saben, por normas internacionales, que un avión oficial, el presidente, tienen inmunidad y es inviolable. No soy ningún delincuente. Tengo la obligación de defender la dignidad y la soberanía de mi puesto. No es una ofensa al presidente sino a todo un pueblo, a toda un región como Latinoamérica.
Evo Morales.

En un principio también se incluyó a España en este grupo de países, ya que el propio Morales había afirmado que España había concedido inicialmente el permiso para repostar en Canarias, pero que dicho permiso fue posteriormente anulado. Sin embargo, el ministro de Asuntos Exteriores español, José Manuel García-Margallo, aseguró que España «en ningún caso» prohibió al presidente boliviano aterrizar en territorio español. El Gobierno español dio una autorización para que Morales hiciera escala en las Islas Canarias, pero el avión «no aterrizó en el plazo previsto», por lo que posteriormente se solicitó «una ratificación» de dicha autorización. Margallo negó también que se solicitase «registrar el avión» antes de su partida.
El ministro español, afirmaba el día 9 de julio en una conferencia organizada por Europa Press:

Nuestro embajador en Viena nos dice que hay un malentendido y nosotros pedimos disculpas a Evo Morales. En ningún caso España pedirá disculpas por poner en peligro la vida del presidente [Evo Morales].
José Manuel García-Margallo.

Evo Morales pidió explicaciones a los gobiernos europeos que impidieron el sobrevuelo de su avión, al sospechar que en él podía ir el agente de la NSA, Edward Snowden, y anunció que estudiará acciones legales contra ellos por lo que considera un «secuestro». La primera medida diplomática del Gobierno boliviano será convocar con urgencia a los embajadores de Francia, Italia y la cónsul de Portugal en La Paz para que expliquen las razones por las que el día anterior habían denegado el sobrevuelo y el aterrizaje al avión del presidente.

Vamos a estudiar jurídicamente, constitucionalmente y basándonos en las normas internacionales. No puedo entender que digan, que afirmen y que me detengan porque estaba llevando a un señor, Edward Snowden. Este señor no es una maleta, no es un bicho, no es una mosca a la que yo pueda meter al avión y llevármelo a Bolivia.
Evo Morales.

El embajador de Bolivia ante Naciones Unidas, Sacha Llorenti, calificó lo sucedido como «agresión»  y condenó «la actitud racista, colonial y subordinada», mostrando su convencimiento de que la orden para impedir el vuelo del avión presidencial partió de los Estados Unidos. Bolivia pedirá al secretario general de la ONU, Ban Ki moon, que investigue lo sucedido. El vicepresidente de Bolivia, Álvaro García Linera, anunció que su Gobierno ha presentado una denuncia en Naciones Unidas por lo que califica de «secuestro» del avión en el que viajaba el presidente.

Estamos llevando adelante toda las denuncias a nivel internacional. Ya hemos hecho la denuncia ante Naciones Unidas porque este tipo de casos no se presentan ni en tiempos de guerra.
Álvaro García Linera, vicepresidente de Bolivia.

Por su parte, Estados Unidos dijo que la prohibición de que el avión en el que volaba el presidente de Bolivia sobrevolase el espacio aéreo de Francia y Portugal fue una decisión individual de los países afectados.

Las decisiones [de bloquear el paso de Morales] fueron tomadas por países individuales, y deberían preguntar a ellos por qué toman esas decisiones. En los últimos diez días hemos estado en contacto con un amplio número de países con posibilidad de que Snowden aterrizase o transitase a través de ellos. Nuestra posición es clara, este hombre ha sido acusado de filtrar información clasificada y de tres cargos delictivos, por lo que debe regresar a EEUU.
Afirmó Jen Psaki, portavoz del Departamento de Estado.

Sobre este conflicto diplomático, el presidente de Venezuela, Nicolás Maduro, catalogó al Gobierno español de «infame» y dijo que evaluarán sus relaciones con España. Aunque el mandatario venezolano hizo críticas generales a los países que impidieron la escala de la nave de Morales, decidió señalar al Ejecutivo español por pretender revisar el avión de un jefe de Estado. Manifestó también que «quien se mete con Bolivia, se mete con Venezuela». Mario Vargas Llosa denunció que los gobiernos han tratado a Evo Morales de una manera «despectiva» y lo tacha de inaceptable, considera que el presidente de Bolivia «ha resultado ser víctima» dentro del entramado de Wikileaks
A su llegada a La Paz, Evo Morales aseguró que «no basta la disculpa» de los países con los que se ha desatado esta grave crisis diplomática, aunque finalmente sí bastó.

La posición firme que vamos a asumir desde el Gobierno nacional es hacer respetar ante los organismos internacionales las normas, los tratados internacionales. No basta sólo la disculpa de algún país que no nos permitió pasar su territorio.
Afirmó Evo Morales en un acto en la zona central del Chapare.

El presidente de Uruguay, José Mujica, indicó que el derecho de asilo es sagrado y que los países involucrados debían responder con altura reconociendo su error y pidiendo disculpas como un gesto de respeto a los países latinoamericanos.

«Parece que hay potencias que quieren aplicar una especie de terrorismo político sobre el derecho de asilo, una institución que defendemos todos los luchadores de la Historia de la Humanidad. En nombre de los que fueron perseguidos y de los que siguen siendo perseguidos, el derecho de asilo es sagrado y es una bandera que hay que levantar».
«Para ser benévolo: metieron la pata. Se equivocaron de medio a medio. Creo que se comieron un tornillo. Supongo que el servicio de inteligencia que los mandó a la ruina estará doblando papelitos en algún calabozo... supongo, porque este es un papelón para los viejos países, casi la Madre Patria»
«Pero lo peor es que ahora nos tratan de párvulos, en lugar de asumir, con humildad republicana, Nos equivocamos. ¡Nadie dice nada! Parece que Evo estaba de vacaciones en Viena, [como si] nadie le negó el derecho. Es decir, es casi un infantilismo, y creo que los latinoamericanos tenemos derecho a que no nos traten de párvulos, ya no somos colonia, somos lo que somos y merecemos respeto»
José Mujica en Cochabamba, Bolivia.

## Continuidad del conflicto
A día 11 de julio los cancilleres de los estados latinoamericanos que se encontraban en la reunión de Mercosur concluyeron que consideran "insuficientes" las disculpas recibidas al presidente Evo Morales hasta ahora por parte de los estados europeos  a los que acusan. En esto concluyó este tema de la parte de la reunión que ya adelantó el canciller venezolano Jaua cuando dijo que emitiría una resolución por el agravio a Evo Morales en la reunión de Mercosur.
La Asamblea Legislativa Plurinacional de Bolivia ha terminado el trámite de oficializar el agravio de los países europeos al presidente Evo Morales. El parlamento ha apoyado ampliamente la decisión gubernamental al verlo como algo necesario para que se respete el status de "nación soberana" de Bolivia.[cita requerida]

### Oficialización del agravio
Así mismo, el parlamento boliviano exhortó a la Organización de los Estados Americanos a que siguiese con la denuncia presentada por Bolivia y que así se hiciesen avances en la investigación correspondiente al caso. Todo ello expresando su preocupación ante estos actos de intervencionismo, que según ellos representan una violación del status de soberanía de los estados latinoamericanos.

### Ratificación de los apoyos a Evo Morales
El canciller argentino Héctor Timerman ratificó el apoyo de su nación en este caso a Bolivia y a todas las naciones soberanas de Latinoamérica. En su discurso también expresó el deseo de Argentina de que los estados latinoamericanos estuvieran cada vez más unidos y se dirigiesen hacia un futuro común.

"Estos temas van a mostrar -y sin lugar a dudas luego del desayuno que hemos tenido hoy- la unidad que marca al Mercosur, el horizonte al cual queremos dirigirnos y al cual siempre la Argentina va a ser solidaria".
Dijo Héctor Timerman, al cierre del encuentro del Mercosur.

## Disculpas por parte de los países europeos

### España
Por el momento, España ha sido el primer país que ha pedido públicamente disculpas por el incidente. Lo hizo a través de su embajador Ángel Vázquez en La Paz, Bolivia, quien presentó una carta oficial donde se explicaba detalladamente los hechos ocurridos por parte del gobierno español y la gestión que este llevó a cabo respecto a ellos, su postura respecto al  futuro comercio con Bolivia y a la inviolabilidad de los jefes de Estado y una disculpa por la actuación del embajador español de Austria, Alberto Carnero.

«España se vio envuelta contra su voluntad en este hecho, el espacio aéreo (español) siempre estuvo abierto al avión presidencial. Los permisos para sobrevolar territorio español nunca fueron revisados ni retirados, estuvieron vigentes en todo momento».
Ángel Vázquez, embajador español en Bolivia.

### Francia
Francia dejó claro el mismo día en que España se disculpó, que Francia reitera su intención de superar los malentendidos que mantiene actualmente con Bolivia debido al incidente. Según Philippe Lalliot (portavoz del Ministerio de Asuntos Exteriores de Francia), Francia ha dado las explicaciones necesarias a Bolivia.

«Francia reitera su voluntad de superar los malentendidos que han podido derivarse y su deseo de continuar el diálogo y la cooperación tanto con Bolivia como con el conjunto de Mercosur».
Dejó claro Lalliot

### Italia y Portugal
Presentaron notas aclaratorias ante el Gobierno Boliviano explicando lo sucedido y admitiendo la ineficiencia y mal conducta de sus acciones.[cita requerida]

## Fin del conflicto
El día 25 de julio, Evo Morales afirmó públicamente que aceptaba las disculpas de los cuatro países europeos a los que les había pedido que las expusieran desde el principio del conflicto diplomático. Afirmó que solo era un "primer paso" para la vuelta a la normalidad de las relaciones entre los países implicados.